# Fièvre typhoïde (nouvelle)
Pour l’article homonyme, voir Fièvre typhoïde.
Fièvre typhoïde est une nouvelle de huit pages d'Anton Tchekhov.

## Historique
Fièvre typhoïde est initialement publiée dans la revue russe Le Journal de Pétersbourg, numéro 80, du 23 mars 1887, sous le pseudonyme d'A Tchekhonte. Aussi traduit en français sous le titre Typhus.

## Résumé
Klimov, jeune lieutenant, prend le train pour rentrer dans sa famille à Moscou. Dans le wagon, un étranger l’importune avec sa pipe. Il a soif, il ne peut pas dormir, il se sent mal et a l’impression que son corps lui est étranger. Il divague de plus en plus. Il doit aller chez sa tante, car sa sœur Catherine l’y attend.

Il y arrive enfin, voit des visages connus comme dans un rêve, tombe dans le coma, se réveille enfin guéri : il a eu la fièvre typhoïde. Où est Catherine ? Elle est morte de la typhoïde il y a deux jours. 

## Édition française
- Fièvre typhoïde traduit par Édouard Parayre, Bibliothèque de la pléiade, Édition Gallimard, 1970  (ISBN 2-07-010550-4)